# Славов, Николай Антонович
Николай Антонович Славов (1 сентября 1926, Терновка — 23 марта 2006) — советский, украинский экономист и дипломат. Доктор экономических наук. Почётный президент компании «Укрречфлот» (с 2004); президент Международной ассоциации судовладельцев Черноморского бассейна (с 1994). Представитель Украины в Дунайской комиссии (1991—1995). Депутат Верховного Совета УССР 10—11-го созывов. Заслуженный работник транспорта Украины (1995), Лауреат Государственной премии Украины в области науки и техники (1998).

## Биография
Родился 1 сентября 1926 года в селе Терновка на Николаевщине.
Окончил Одесский институт инженеров морского флота (1943—1948), инженер-эксплуатационник водного транспорта; аспирантура там же (1969—1972); кандидатская диссертация «Исследование и оптимизация работы порта с помощью математических методов и ЭВМ (на примере Киевского речного порта)» (1973); докторская диссертация «Методология и реализация перехода речного транспорта Украины на рыночные условия хозяйствования» (Одесский национальный морской университет, 2003).
- 03.1949—1954 — диспетчер, начальник грузового участка, заместитель начальника, 1954—08.1956 — начальник пристани «Николаев». Член КПСС с 1956 года.
- В 1957—1967 — депутат Запорожского горсовета.
- 08.1956—07.1967 — начальник Запорожского речного порта.
- 07.1967—02.1968 — заместитель начальника управления перевозок Главречфлота УССР.
- 02.1968—11.1973 — начальник Киевского речного порта.
- в 1969—1971 — депутат Подольского райсовета города Киева. В 1971—1976 — депутат Киевского горсовета.
- 11.1973—07.1988 — начальник Главного управления речного флота при Совете Министров УССР (Главречфлот УССР).
- 07.1988—03.1990 — 1-й заместитель Министра транспорта УССР — начальник ВО «Главречфлот».
- 03.1990—11.1993 — начальник МГО «Укрречфлот».
- С 11.1993 — президент Акционерной судоходной компании «Укрречфлот».
- 1991—1995 — представитель Украины в Дунайской комиссии, секретарь Дунайской комиссии, с 1995 — заместитель представителя.

Почетный президент Украинской лиги профессионального бокса, почетный президент Всеукраинского фонда имени Леонида Быкова.
Народный депутат Украины 2-го созыва с декабря 1995 (1-й тур) до апреля 1998, Подольский избирательный округ № 13, город Киев, выдвинут трудовым коллективом. Член Комитета по вопросам топливно-энергетического комплекса, транспорта и связи.
Участник ликвидации аварии на ЧАЭС.

## Автор трудов
- Книга «Укрречфлот: пути поиска, реформ и преобразования».

## Награды
- Заслуженный работник транспорта Украины (июль 1995). Лауреат Государственной премии Украины в области науки и техники (ноябрь 1998, за комплексное исследование и реализация перехода речного транспорта Украины на рыночные условия хозяйствования). Ордена Ленина (1966), Трудового Красного Знамени (1971, 1986), Октябрьской революции (1976), Дружбы народов (1982). Почетная Грамота Президиума Верховного Совета УССР (1986). Почётное отличие Президента Украины (август 1996). Орден «За заслуги» II (июнь 1999), I степени (август 2001).
- Чемпион СССР и призёр СССР по боксу.
- Малая планета 6575 носит имя «Славов».